# Yayaya
「yayaya 」（ヤヤヤ）は、韓国の歌手グループT-ARAの日本での2枚目のシングル。2011年11月30日にEMIミュージックジャパンより発売された。

## 概要
- 初回盤A・B・通常盤の3種形態で販売された。初回盤A・Bはそれぞれジャケットと特典が異なる。
- 表題曲「yayaya」はネイティブ・アメリカンのお祈りダンスがダンスタイトルになっている。
- 作曲者は少女時代の「Gee」を手がけたE-Tribeである。

## 収録曲
CD
1. yayaya (Japanese ver.)
作詞：フジノタカフミ　作曲・編曲：E-Tribe
2. Roly-Poly (Korean ver.)
作詞：Shinsadong Tiger/Choi Gyu Sung　作曲・編曲：Shinsadong Tiger/Choi Gyu Sung
3. yayaya（Instrumental)
4. Roly-Poly（Instrumental)

DVD
初回盤A
1. yayaya(Japanese ver.) Music Video
2. yayaya(Japanese ver.) Music Video Making

初回盤B
1. yayaya(Japanese ver.) Dance feature ver.
2. yayaya(Japanese ver.) Music Video Short ver.

## 仕様
- 【初回盤A】CD+DVD
- 【初回盤B】CD+DVD
- 【通常盤】CD